# بازیلیکای سانتی آپوستولی

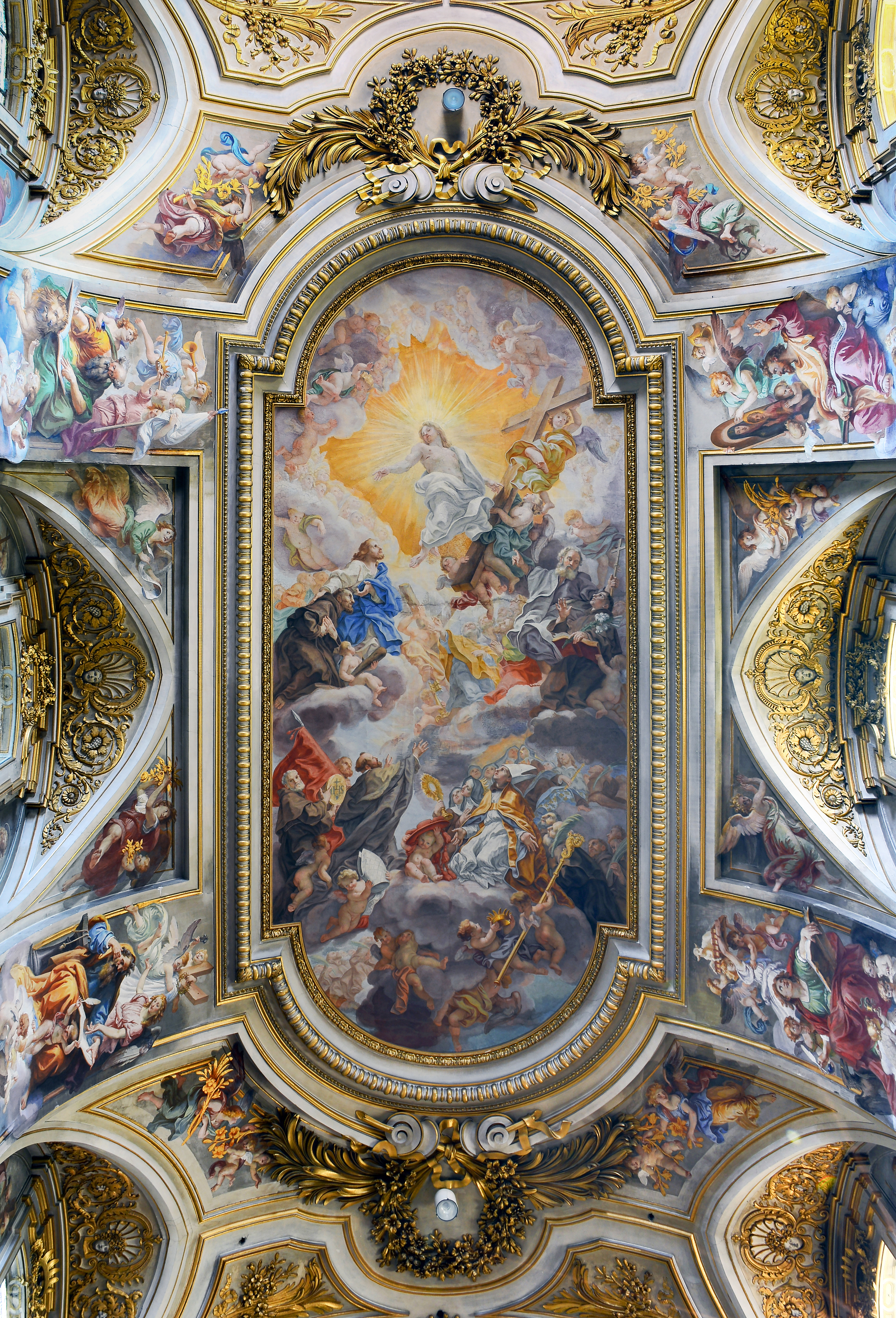
نگاره‌ای از نقاشی دیواری بر سقف بازیلیکای سانتی آپوستولی در شهر رم، ایتالیا. کلیسا در سبک معماری باروک و در سال ۱۷۱۴ میلادی، ساخته‌شد.

بازیلیکای سانتی آپوستولی (لاتین: SS. Duodecim Apostolorum) که معمولاً به آن سنتی آپوستولی می‌گویند، یک کلیسای کوچک در رم ایتالیا است که در اصل به سنت جیمز و سنت فیلیپ که بقایای آنها در اینجا نگهداری می‌شود.

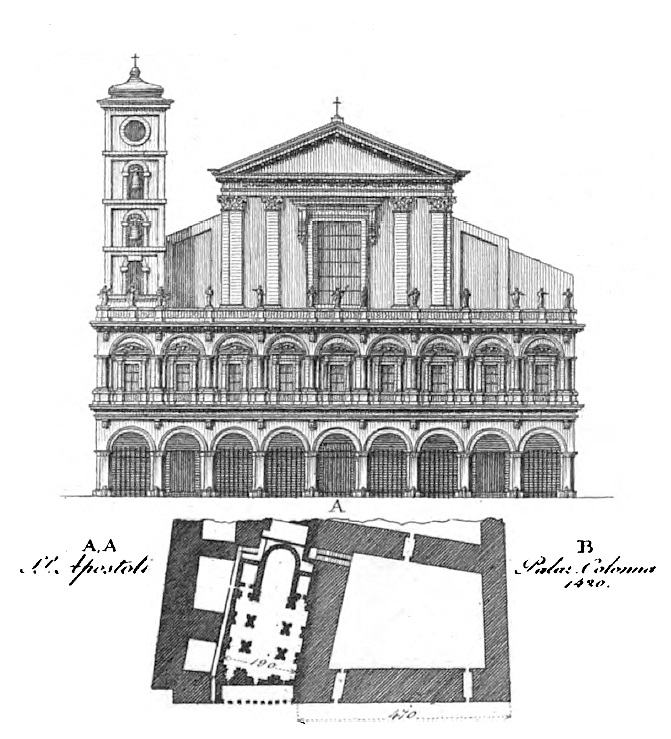
نمای بازیلیکا و پلان آن

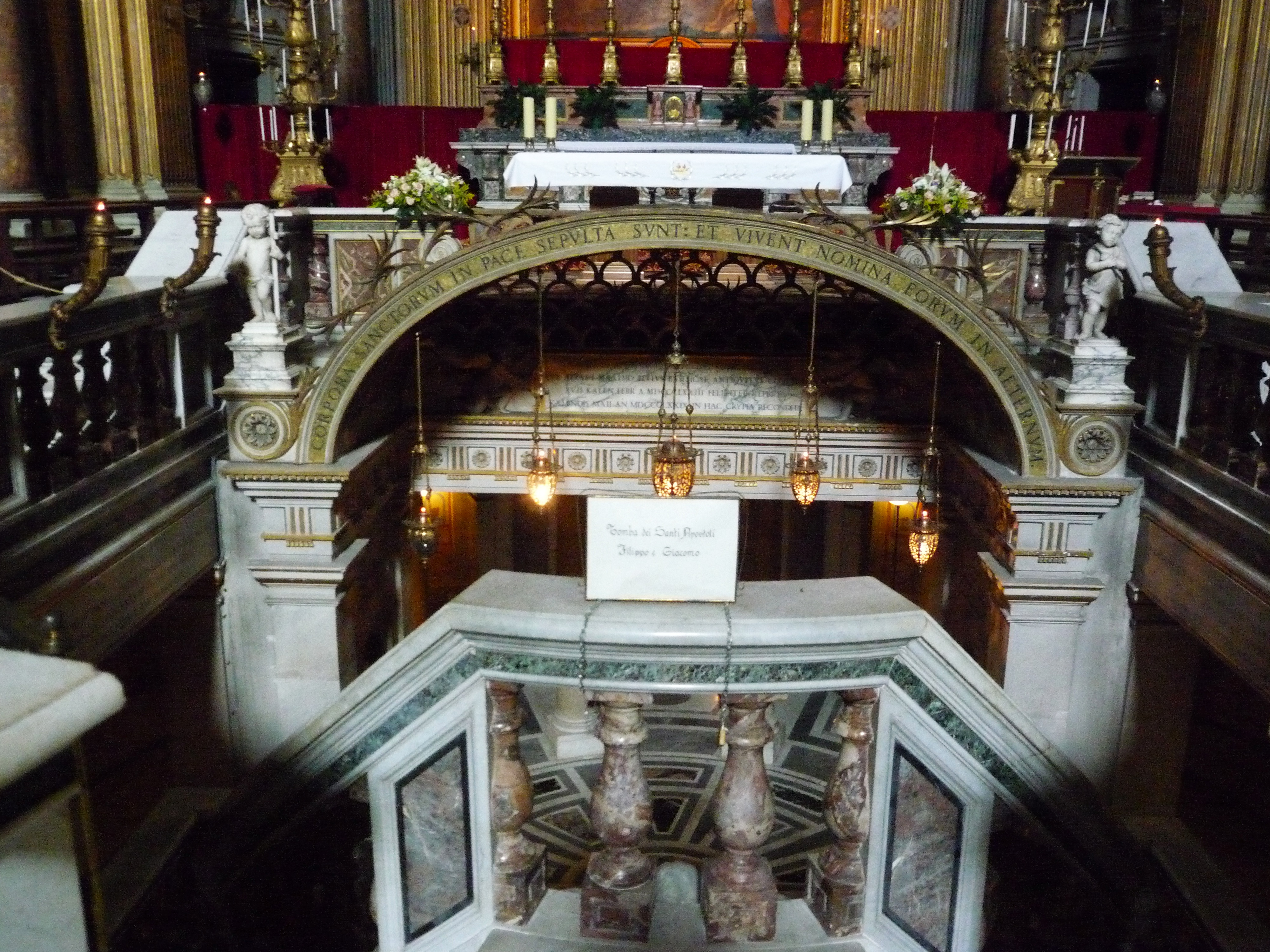
ورودی سرداب